# アリー・タルフーニ
アリー・アブドッサラーム・アッ＝タルフーニー（アラビア語: علي عبد السلام الترهوني, ラテン文字転写: Ali Abdussalam Tarhouni、1951年- ）は、リビアの経済学者。現在、国民中間派党党首、アメリカ合衆国で経済学、財政学者として活躍。2011年3月23日より同国財政・石油大臣。暫定副首相、暫定首相代行を歴任。夫人のメアリー・リーは弁護士でワシントン州司法長官。

## 経歴
リビア大学（現在のトリポリ大学）で経済学を学んでいたが、カダフィ政権に対して自由と民主化を求める学生運動に参加した。当局による逮捕などを経て、1973年にアメリカ合衆国に亡命を余儀なくされた。さらに追い討ちをかけるように1978年にリビア市民権を剥奪され、本人不在のまま死刑判決を受ける。1981年にはリビア政府の危険人物リスト「死のリスト」に掲載された。 
亡命後もタルフーニーは研究を続け、1978年にミシガン州立大学から修士号、1983年には博士号を授与されている。1985年ワシントン大学フォスター経営大学院上級講師。
2011年リビア内戦により同年3月23日にリビア国民評議会の財政・石油大臣に就任、10月より副首相を兼任し、マフムード・ジブリール暫定首相の退任に伴い、暫定首相代行を約1ヶ月の間務めた。10月23日国民中間派党を設立。